# Triteleia hyacinthina
Triteleia hyacinthina är en sparrisväxtart som först beskrevs av John Lindley, och fick sitt nu gällande namn av Edward Lee Greene. Triteleia hyacinthina ingår i släktet Triteleia och familjen sparrisväxter. Inga underarter finns listade i Catalogue of Life.

## Bildgalleri

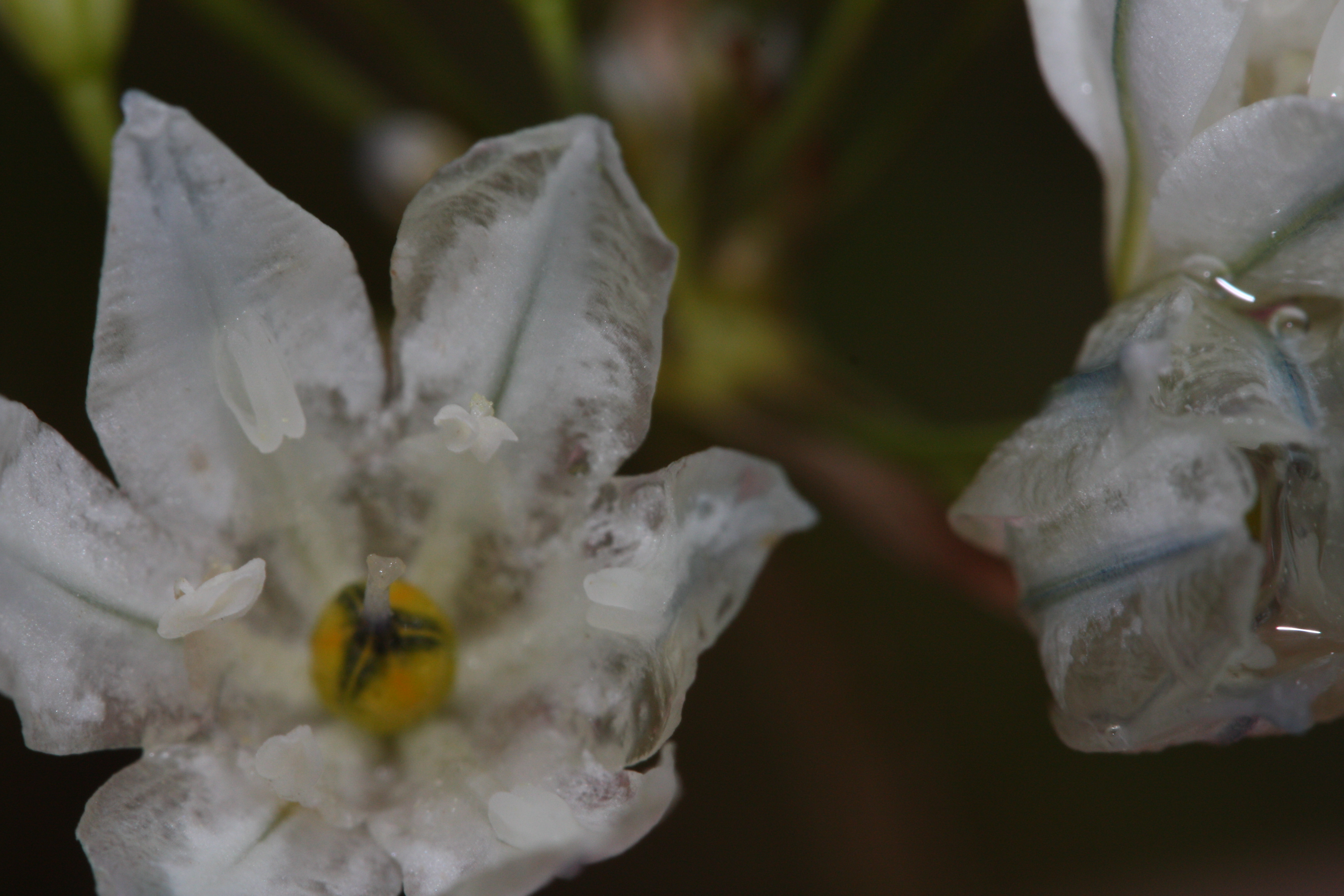
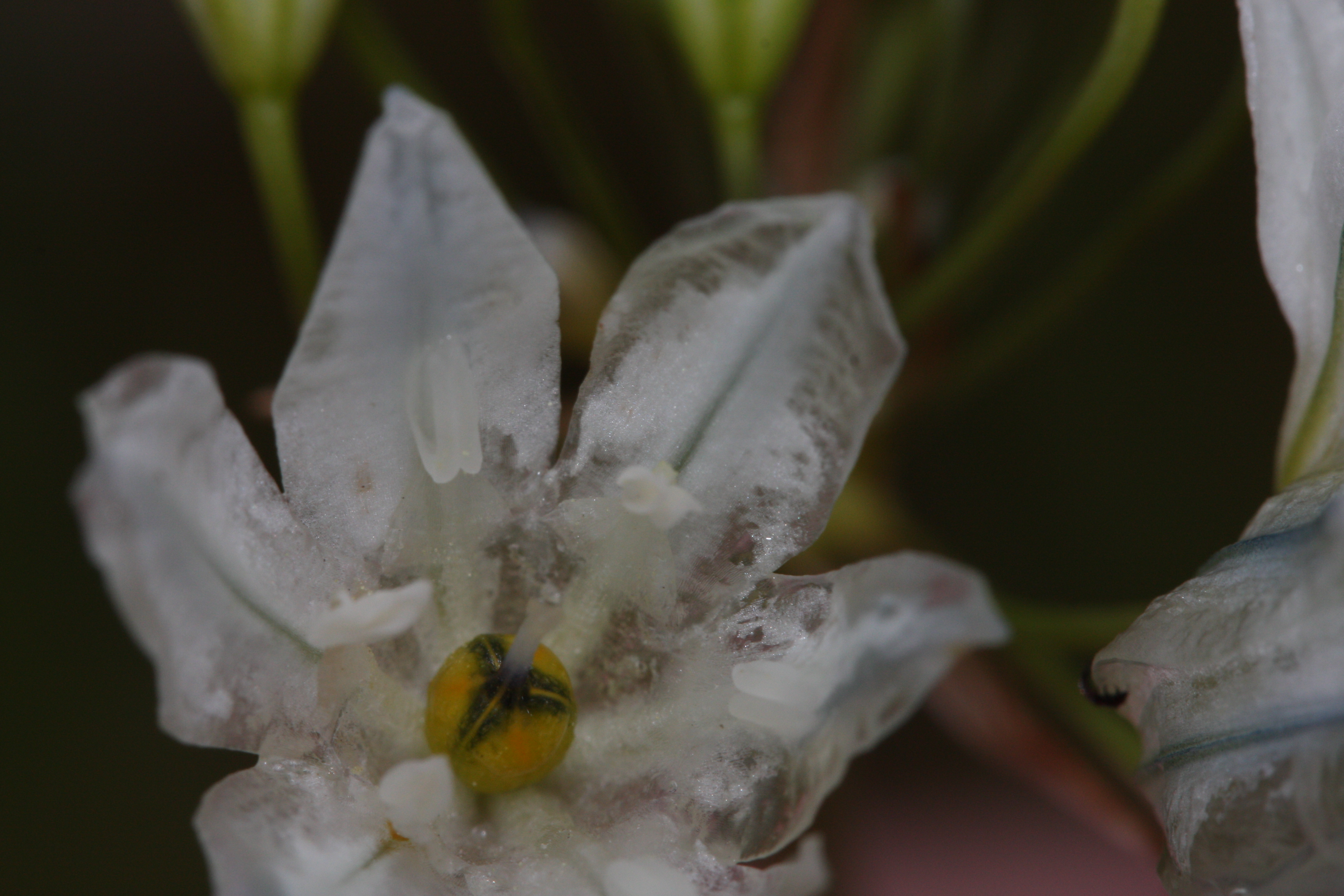
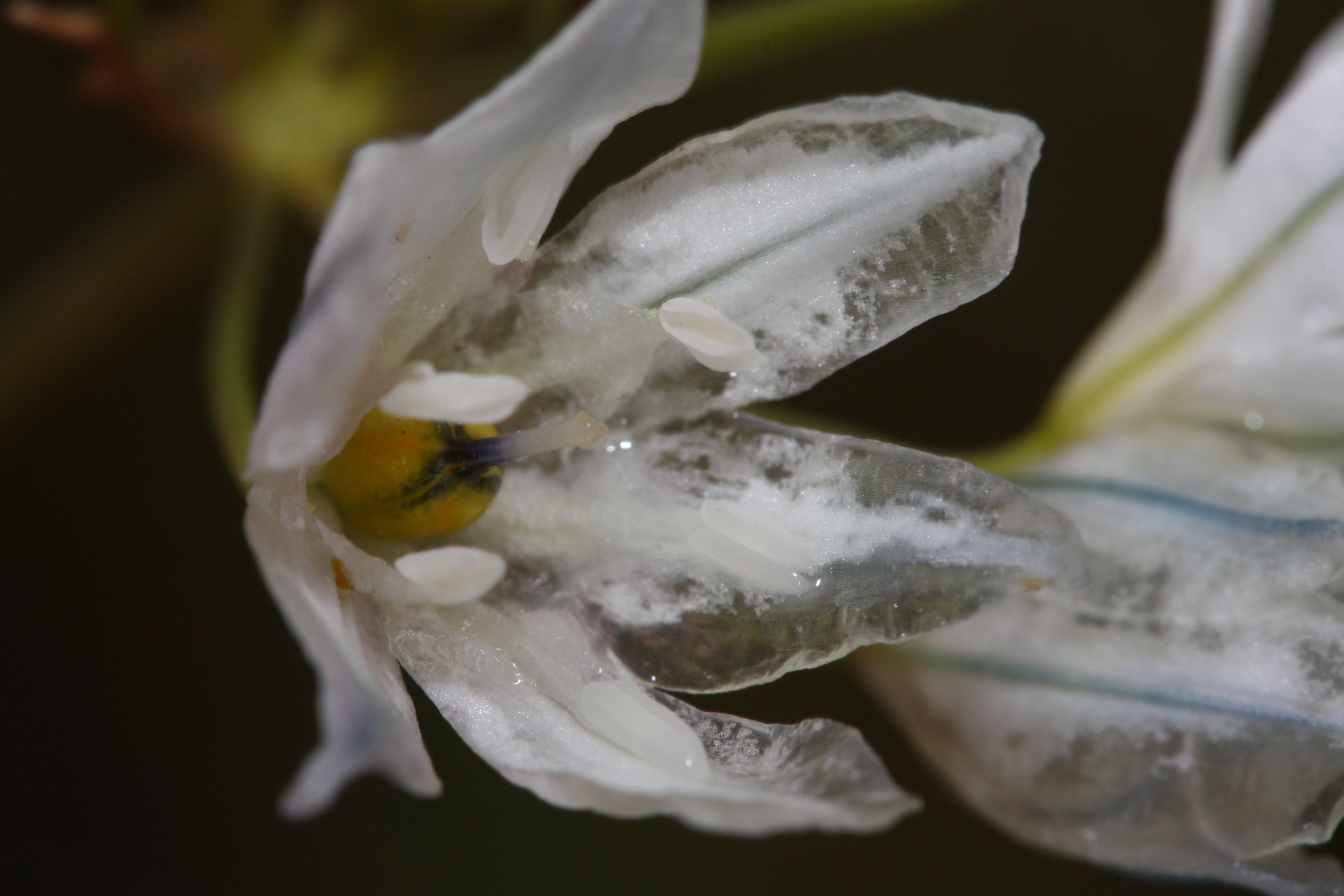